# Оливия Манинг
Оливия Мери Манинг (на английски: Olivia Manning) е английска журналистка, поетеса и писателка.
Авторка е на произведения в жанр драма, исторически роман, пътепис, мемоари и документалистика. Писала е и под псевдонима Джейкъб Мороу (Jacob Morrow). Известна е с амбициозния си опит да изобрази панорамата на съвременната история в произведенията си.

## Биография и творчество
Манинг е родена на 2 март 1908 г. в Портсмът, Хемпшър, Англия, в семейството на Оливър Манинг, военноморски офицер, и Оливия Мороу. През 1916 г. севейството се мести в Бангор, където учи в презвитерианското училище, а после учи в гимназията в Портсмът. Подкрепена от баща си, тя чете и пише много, предпочитайки романите, особено тези от Хенри Райдър Хагард.
Поради финансови причини напуска училище на шестнадесет години и работи като машинописка. Талантлива като художничка, тя взева вечерни уроци в Общинското училище по изкуствата в Портсмът. През май 1928 г. участва в художествена изложба. Въпреки художествените си заложби тя насочва интереса си към литературата и на двайсетгодишна възраст решава да се насочи към писателска кариера.
Първите ѝ произведения са три сериализирани детективски романа – Rose of Rubies (Роза от рубини), Here is Murder (Това е убийство) и The Black Scarab (Черният скарабей), които публикувани през 1929 г. в „Portsmouth News“ под псевдонима Джейкъб Мороу. В периода 1929 – 1935 г. написва около 20 разказа, публикувани под инициали, за да прикрие пола си. Пише и два ръкописа на романи, но те не са приети. За да преследва кариерата си на писател се премества в район Челси, Лондон, където работи като машинописка в универсален магазин и на по-добре платена работа в антикварен магазин повече от 2 години. В свободното си време пише усилено, подкрепена от литературния редактор Хамиш Майлс.
Първият ѝ роман, „The Wind Changes“ (Промените на вятъра), е издаден през 1937 г. и добре приет от критиката. Сюжетът му се развива в Дъблин през юни 1921 г. по време на Ирландската война за независимост, а главната героиня е раздвоена между ирландски патриот и английски писател с прорепубликански симпатии.
След смъртта на Хамиш Майлс в края на 1937 г. се запознава с поета Стиви Смит, с когото има връзка. През 1939 г. се запознава с марксиста Р. Д. „Реджи“ Смит, основател на Бирмингамското социалистическо общество. Омъжва се за него на 18 август 1939 г. Наколко дни след това заминават за Букурещ, където съпругът ѝ е лектор, и пристигат на 3 септември 1939 г., деня, в който Великобритания обявява война на Германия. Престоят им там съвпада с избухването на Втората световна война, а тя продължава да пише и поема журналистически задачи. Възходът на фашизма, настъплението на германската армия, абдикацията на крал Карол и поемането на държавата от Йон Антонеску, я карат да замине на 7 октомври 1940 г. в Гърция, последвана от съпруга си седмица по-късно. Скоро след пристигането им Гърция влиза във войната срещу Оста, а след окупирането ѝ, на 18 април 1941 г. Манинг и Смит заминават за Египет заедно с други културни дейци с последния цивилен кораб. В Атина и в Кайро контактуват с британския дипломат Адам Уотсън.
Първоначално съпругът ѝ работи като преподавател в университета Фарук в Александрия, но след като градът е бомбардиран непрекъснато се преместват в Кайро. В края на 1941 г. тя пресаташе в легацията на Съединените щати, а в свободното си време продължава да пише разкази и поезия. В Египет става сътрудник на две базирани в Близкия изток литературни списания, и поддържа тесни връзки с гръцки писатели бежанци, като със съпруга си превеждат и редактират произведения на Георгиос Сеферис и Ели Пападимитриу.
През 1942 г. съпругът ѝ е назначен в програмите на английски и арабски език в Палестинската служба за излъчване в Йерусалим и те се преместват там в следващите три години. Първоначално работи като рецензент в „Jerusalem Post“, а след това служи като асистент в офиса на Британския съвет в Йерусалим. Посещава Палестина, Петра и Дамаск, като събира материали за бъдещите си книги. През 1944 г. има неуспешна бременност, от която тя се възстановява трудно, и която ѝ причинява безплодие в бъдеще. През 1945 г. здравословното ѝ състояние се влошава и тя се връща в Англия, и след кратък престой в Портсмът се установява в Лондон.
В Лондон работи за Би Би Си като пише сценарии за адаптации на романи на Джордж Елиът, Арнолд Бенет и Ада Леверсън. През 1947 г. е издадена книгата ѝ за Емин паша „Remarkable Expedition: The Story of Stanley's Rescue of Emin Pasha from Equatorial Africa“ (Забележителна експедиция: Историята за спасяването на Стенли от Емин паша от Екваториална Африка). През 1948 г. е публикуван сборникът ѝ с разкази „Израстване“, като заглавната история представлява измислен разказ за нейната афера с Хамиш Майлс.
През 1949 г. е издаден романът ѝ „Artist Among the Missing“ (Художник сред изчезналите), който е история за живота в Близкия изток. Романът ѝ „The Dreaming Shore“ (Сънуващият бряг) от 1950 г. е за Ирландия, а романът ѝ „School for Love“ (Училище за любов) от 1951 г. е за момче, израснало в Палестина по време на Втората световна война.
Заедно с книгите си пише рецензии за „The Spectator“, „The Sunday Times“, „The Observer“, „Punch“, „Palestine Post“ и други.
Четвъртият ѝ роман, A Different Face“ (Едно различно лице), е публикуван през 1953 г. Историята се развива в мрачен град, подобен на родния ѝ Портсмът, и описва опитите на главния герой да напусне родното си място.
Не можейки да има деца, тя отделя много време и внимание на животните, особено на сиамските котки. Също така е отдаден привърженик на организации, борещи се с жестокостта към животните. Нейната любов и интерес към котките са отразени в книгата ѝ „Extraordinary Cats“ (Необикновени котки) от 1967 г.
В периода 1956 – 1964 г. работи по поредицата от три романа, „Балканска трилогия“, които са основани на нейния опит по време на Втората световна война. Те описват историята на брака на Хариет и Гай Прингъл, докато живеят и работят в Румъния и Гърция, завършвайки с бягството им в Александрия през 1941 г. точно преди идването на германците. Първата книга от трилогията, „Големият късмет“, получава противоречиви отзиви, но следващите томове „Разглезеният град“ и „Приятели и герои“ са приети добре, а Антъни Бърджес счита, че писателката е сред най-завършените романисти. Части от съдържанието на поредицата са екранизирани във филма „Fortunes of War“ с участието на Ема Томпсън и Кенет Брана.
През 70-те години съпругът ѝ се пенсионира от Би Би Си и става преподавател в Новия университет на Ълстър в Коулрейн, поради което живеят разделени за дълги периоди.
Романът ѝ „Гората на дъждовете“ от 1974 г. показва творческите ѝ умения на художник в изобразяване на измислен остров в Индийския океан и жителите му. Действието се развива през 1953 г., а книгата разглежда личните преживявания и трагедии на британска двойка на фона на насилствения край на колониалното британско управление.
В следващите години работи по трилогията „Левант“, чийто сюжет се развива в Близкия изток по време на Втората световна война. Първият роман от поредицата „The Danger Tree“ (Опасното дърво) има значителен успех, а „The Yorkshire Post“ го определя за най-добър роман за 1977 г. Същата година получава отличието Командор на Ордена на британската империя.
Оливия Манинг умира от последиците на тежък инкулт на 23 юли 1980 г. в Райд, остров Уайт, Англия.

## Произведения

### Самостоятелни романи
- The Wind Changes (1937)
- Artist Among the Missing (1949)
- The Dreaming Shore (1950)
- School for Love (1951)
- A Different Face (1953)
- The Doves of Venus (1955)
- The Crimson Dawn (1963)
- The Play Room (1969)
- The Rain Forest (1974)
Гората на дъждовете, изд.: „Георги Бакалов“, Варна (1979), прев. Йордан Костурков
- Artist Among the Missing (1975)

### Серия „Балканска трилогия“ (Balkan)
1. The Great Fortune (1960)
2. The Spoilt City (1962)
3. Friends and Heroes (1965)

### Серия „Левантска трилогия“ (Levant)
1. The Danger Tree (1977)
2. The Battle Lost and Won (1978)
3. The Sum of Things (1980)

### Разкази
- The Man Who Stole a Tiger (1950)

### Сборници
- Growing Up (UK: 1948)
- My Husband Cartwright (1956)
- A Romantic Hero (1967)

### Документалистика
- Remarkable Expedition: The Story of Stanley's Rescue of Emin Pasha from Equatorial Africa (1947)
- Extraordinary Cats (1967)

### Като Джейкъб Мороу
- Rose of Rubies (1929)
- Here is Murder (1929)
- The Black Scarab (1929)

### Екранизации
- 1987 Fortunes of War – тв минисериал, 7 епизода

## Книги за Оливия Манинг
- Olivia Manning: A Life (2004) – от Джун Брейбрук и Невил Брейбрук